# روبرت فالكونر
روبرت فالكونر هو فيلسوف كندي، ولد في 10 فبراير 1867 في تشارلوت تاون في كندا، وتوفي في 4 نوفمبر 1943.